# Adrian Poparadu
Adrian Poparadu (sinh ngày 13 tháng 10 năm 1987 ở Timişoara) là một cầu thủ bóng đá người România thi đấu ở vị trí tiền vệ cho ASU Politehnica.

## Sự nghiệp câu lạc bộ

### Sự nghiệp ban đầu
Poparadu bắt đầu sự nghiệp trẻ tại Politehnica Timişoara.

### Politehnica Timișoara
Poparadu có màn ra mắt ở Liga I năm 2007, trước kình địch UTA Arad. Sau sự ra đi của Alexandru Bourceanu và Dan Alexa từ Poli, Poparadu bắt đầu nằm trong đội hình xuất phát ở tiền vệ cùng với Iulian Tameş. Mùa hè năm 2011, anh thay đổi số áo từ 31 thành 5, số cũ của đội trưởng Dan Alexa. Anh thi đấu 20 phút ở Liga II trước Bihor Oradea.

## Thống kê sự nghiệp
Tính đến 16 tháng 11 năm 2011
| Câu lạc bộ            | Mùa giải            | Giải vô địch | Giải vô địch | Cúp     | Cúp       | Châu Âu | Châu Âu   | Tổng cộng | Tổng cộng |   |
| Câu lạc bộ            | Mùa giải            | Số trận      | Bàn thắng    | Số trận | Bàn thắng | Số trận | Bàn thắng | Số trận   | Bàn thắng |   |
| --------------------- | ------------------- | ------------ | ------------ | ------- | --------- | ------- | --------- | --------- | --------- | - |
| Politehnica Timişoara | 2006–07             | 1            | 0            | 0       | 0         | —       | 1         | 0         |           |   |
| Politehnica Timişoara | 2009–10             | 5            | 0            | 0       | 0         | —       | 5         | 0         |           |   |
| Politehnica Timişoara | 2010–11             | 5            | 0            | 1       | 0         | 1       | 0         | -         | 7         | 0 |
| Politehnica Timişoara | 2011–12             | 10           | 0            | 3       | 0         | -       | 13        | 0         |           |   |
| Tổng                  |                     | 21           | 0            | 4       | 0         | 1       | 26        | 0         |           |   |
| Tổng cộng sự nghiệp   | Tổng cộng sự nghiệp | 0            | 21           | 0       | 4         | 0       | 1         | 26        | 0         |   |